# Schenkenberg (Odenwald)
Der Schenkenberg ist ein 479,6 m ü. NHN hoher, dicht bewaldeter Berg in der Gemarkung der Kernstadt Lindenfels im Landkreis Bergstraße im hessischen Vorderen Odenwald. Auf dem Gipfelplateau, das sich über mehr als einen Hektar ausdehnt, befindet sich ein trigonometrischer Messpunkt, der in den amtlichen Kartenwerken mit der Höhenangabe 479,6 m ü. NHN gekennzeichnet ist. Allerdings ist in den gleichen Karten zu sehen, dass nördlich davon an zwei Stellen die Höhenlinie von 480 Meter überschritten wird.
Der Schenkenberg liegt am Ende der Bergkette, die sich von der knapp vier Kilometer entfernten Neunkircher Höhe (605 m), dem höchsten Berg des Vorderen Odenwalds, nach Süden über den Raupenstein (545,3 m), Das Buch (535,3 m) und die Litzelröder Höhe (452 m) mit der Bismarckwarte bis hierher erstreckt und dann den Stadtrand von Lindenfels erreicht. Diese Bergkette trennt die Täler von Gersprenz im Osten und Lauter im Westen.
Entlang der West-, Süd- und Ostflanke umkurvt die als Nibelungenstraße bekannte Bundesstraße 47 den Schenkenberg mit der Ortsdurchfahrt Lindenfels auf dem Weg von der Bergstraße im Westen zum Gersprenztal im Osten.
Die nächstgelegenen Ortschaften sind die Kernstadt Lindenfels im Süden, die Siedlung Litzelröder im Nordwesten und Winterkasten im Norden.